# 盧克歐特章克申 (加利福尼亞州)
盧克歐特章克申（英語：Lookout Junction）是位於美國加利福尼亞州莫多克縣的一個非建制地區。該地的面積和人口皆未知。

## 地理
盧克歐特章克申的座標為41°15′31″N 121°14′05″W / 41.25861°N 121.23472°W，而該地的平均海拔高度為1294米（即4245英尺）。